# Compound Document Format
Compound Document Format（CDF）は、W3Cが開発した電子文書ファイルフォーマットであり、SVG、XHTML、SMIL、XFormsといった複数のフォーマットを含んでいる。
OpenDocument Foundation は OpenDocument Format (ODF) をサポートしていたが、その後 CDF 推進に転じた。2007年11月11日、OpenDocument Foundation の公式Webサイトは停止された。これは、おそらく同組織が活動を停止したことを示していると思われる。